# Manuel Iturbe
Manuel de Yturbe y del Villar (o Iturbe) (Ciudad de México, 8 de septiembre de 1844-París, 24 de septiembre de 1904) fue un diplomático mexicano que desempeñó distintos destinos en la Europa de la Belle Époque.

## Biografía
Fue el segundo de los tres vástagos del matrimonio formado por Francisco-María de Iturbe y Anciola que fue gobernador del Estado de México y Secretario de Hacienda, y María Cipriana del Villar y Baquero. Por parte de su padre, era nieto de un guipuzcoano establecido en Michoacán (Nueva España), Francisco de Iturbe y Heriz, que fue regidor y alférez real de Pátzcuaro.
Fue nombrado enviado extraordinario de México a la coronación de Nicolás II de Rusia en Moscú en 1896.
Este año mismo año desempeñaba el cargo de enviado extraordinario y ministro plenipotenciario en Berlín.
Fue un importante coleccionista de pintura, en especial de pintores primitivos franceses y flamencos. Reuniendo su colección en su último destino en la calle San Bernardo de Madrid en el 
palacio de Parcent que compró y reformó en su totalidad dándole el aspecto que mantiene hoy día.
Moriría en París en 1904. Tras su muerte su viuda mantendría un elevado tren de vida.

## Matrimonio y descendencia
El 28 de noviembre de 1888 contrajo matrimonio con la española Trinidad von Scholtz Hermensdorff (1867-1937), hija de Enrique Scholtz y Matilde Behrz. El matrimonio solo tendría una hija, Piedad (1897-1968), II marquesa de Belvís de las Navas, que sería una importante dama de la sociedad española y europea de su época. Piedad contraería matrimonio en 1921 con el príncipe Maximiliano Eugenio de Hohenlohe-Langenburg (1897-1968), de quien tendría seis hijos.
Su viuda contrajo un segundo matrimonio en 1914 con el aristócrata español Fernando de la Cerda y Carvajal, IX Conde y I Duque de Parcent y X Conde de Contamina.

## Órdenes y cargos

### Órdenes
- Caballero de primera clase de la Orden de San Estanislao. ( Imperio ruso, 16 de octubre de 1896)[10]
- Caballero gran cruz de la Orden de Isabel la Católica. ( España, 22 de noviembre de 1900)[10][11]

### Cargos
- Enviado extraordinario y ministro plenipotenciario de los Estado Unidos Mexicanos ante el Rey de España.(c. 1900-1904)[12]
- Enviado extraordinario y ministro plenipotenciario de los Estado Unidos Mexicanos ante el Emperador de Alemania y Rey de Prusia.[13] (1896-1900)
- Enviado extraordinario y ministro plenipotenciario de los Estado Unidos Mexicanos para la coronación de Nicolás II de Rusia. (1896)[4]